# Viti Levugroep
De Viti Levugroep is een eilandengroep in het noorden van Fiji. De groep bestaat uit het hoofdeiland Viti Levu en een aantal eilanden eromheen, waaronder Bau, Beqa, Nukulau en Vatulele. De eilanden hebben een gezamenlijke oppervlakte van 10.453 km² en zo’n 656.000 inwoners.
Georgrafisch zouden de Lomaiviti-, Mamanuca- en Yasawa-eilanden ook tot de groep kunnen worden gerekend, maar gewoonlijk worden zij als aparte groepen gezien.
De Vitit Levugroep komt vrijwel overeen met de divisies Centraal en Western.